# Ižmorskij
Ižmorskij è una cittadina della Russia siberiana meridionale (oblast' di Kemerovo); appartiene amministrativamente al rajon Ižmorskij, del quale è il capoluogo.